# 圣普瓦
圣普瓦（法語：Saint-Pois，法語發音：[sɛ̃ pwa]）是法国芒什省的一个市镇，属于阿夫朗什区。

## 地理
圣普瓦（48°44'58"N, 1°4'1"W）面积7.78 平方千米，位于法国诺曼底大区芒什省，该省份为法国西北部沿海省份，西、北、东北三面环大西洋，东起顺时针与卡爾瓦多斯省、奧恩省、马耶讷省和伊勒-维莱讷省接壤。
与圣普瓦接壤的市镇（或旧市镇、城区）包括：库卢夫赖-布瓦伯纳特尔、屈沃、兰雅尔、勒梅尼勒吉尔贝、圣洛朗德屈沃、圣米歇尔德蒙茹瓦。

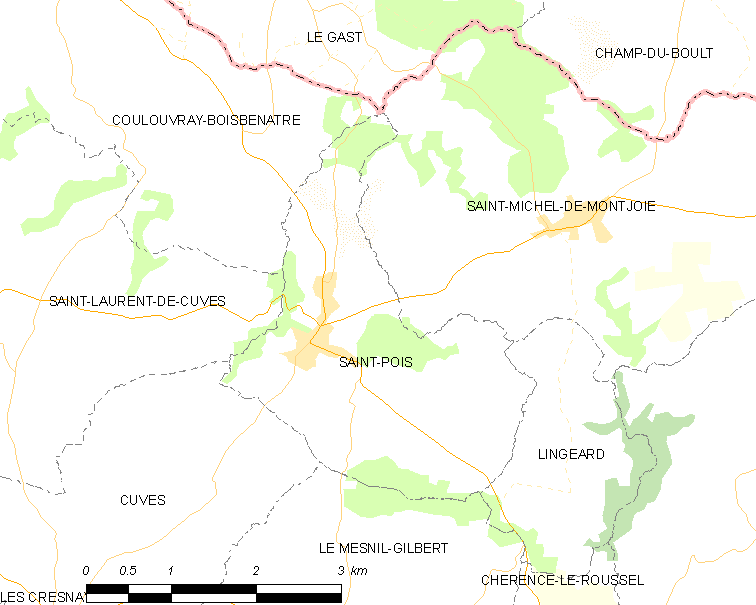
圣普瓦的OSM定位图

圣普瓦的时区为UTC+01:00、UTC+02:00（夏令时）。

## 行政
圣普瓦的邮政编码为50670，INSEE市镇编码为50542。

## 政治
圣普瓦所属的省级选区为维勒迪约莱普瓦勒-鲁菲尼县。

## 人口

1962-2008年间圣普瓦人口变化图示

圣普瓦于2022年1月1日时的人口数量为462人。